# My Love (canción de Westlife)
«My Love» (en español: «Mi amor») es una canción interpretada por la boy band irlandesa Westlife, incluida en su segundo álbum de estudio Coast to Coast (2000), publicado como el segundo sencillo de dicho álbum bajo los sellos discográficos RCA Records y BMG Music el 25 de septiembre de 2000. 
La canción se convirtió en el séptimo sencillo número uno de la banda en el Reino Unido. La canción fue el 35° sencillo más vendido en el 2000 en el Reino Unido.

## Vídeo musical
El video musical de la canción comienza en una estación de tren donde Nicky Byrne informa a los miembros de la banda que su último vuelo ha sido cancelado. Los miembros del grupo se inquietan por la noticia y Bryan exclama que él va a casa. Los demás le siguen y la canción comienza. El primer stanze tiene lugar dentro del aeropuerto y en el coro, la escena cambia a una ciudad. Tras el final del primer coro, la escena cambia de nuevo al metro. Entonces, de nuevo durante el segundo coro, la escena cambia a una playa. Y en el coro final, los miembros de la banda cantar sobre un acantilado que muestra el mar, al lado de una carretera.

## Listado

### CD1
1. «My Love» (Radio Edit) - 3:52
2. «If I Let You Go» (USA Mix) - 3:40
3. Enhanced Section

### CD2
1. «My Love» (Radio Edit) - 3:52
2. «My Love» (Instrumental) - 3:52
3. Enhanced Section (Including "My Love" Video)

## Presencia en las listas
| País          | Lista musical             | Mejor posición |
| ------------- | ------------------------- | -------------- |
| Alemania      | German Singles Chart      | 57             |
| Argentina     | Argentine Singles Chart   | 1              |
| Australia     | Australian Singles Chart  | 36             |
| Bélgica       | Flanders Singles Chart    | 6              |
| Irlanda       | Irish Singles Chart       | 1              |
| Noruega       | Norwegian Singles Chart   | 3              |
| Nueva Zelanda | New Zealand Singles Chart | 3              |
| Países Bajos  | Netherlands Singles Chart | 23             |
| Suecia        | Swedish Singles Chart     | 1              |
| Suiza         | Swiss Singles Chart       | 38             |
| Reino Unido   | UK Singles Chart          | 1              |